# Fred Hibbard
Fred Hibbard (18 de enero de 1894 – 6 de enero de 1925) fue un director, guionista, productor y actor cinematográfico estadounidense, activo en la época del cine mudo. Dirigió 104 filmes entre 1916 y 1925, y escribió 61 entre 1918 y 1925.

## Biografía
Nacido en Bucarest, Rumanía, su verdadero nombre era Freddy Fischbach. Inició su carrera en el cine como cámara en los Keystone Studios de Mack Sennett, en los que trabajó con la estrella cómica Roscoe Arbuckle. Sennett promovió a Fischbach al puesto de director, americanizando su nombre, que pasó a ser Fred Fishback.
Cualquiera que hubiera trabajado para Keystone era bien recibido en compañías de menor importancia, y así Fishback se aseguró un trabajo dirigiendo cortos cómicos para Universal Pictures, muchos de ellos con el antiguo intérprete de Keystone y Hal Roach Lige Conley. Hibbard ayudó a que Conley se convirtiera en una estrella cómica en diferentes cortos de género slapstick.
En 1921 Fishback se vio envuelto en el famoso escándalo sexual que protagonizó su amigo Roscoe Arbuckle. Arbuckle organizó una fiesta en San Francisco que se fue de las manos, y Fishback formaba parte de la misma. Tanto Arbuckle como Fishback tuvieron que cambiar sus nombres artísticos para seguir trabajando. El actor Arbuckle pasó a ser el director William Goodrich, y Fishback adoptó el pseudónimo Fred Hibbard.
Ambos cineastas fueron contratados para trabajar como directores en Educational Pictures. Hibbard dirigió a uno de los principales cómicos de Educational, Lloyd Hamilton. 
Fred Hibbard falleció en 1925 en Los Ángeles, California, a causa de un cáncer de pulmón. Tenía 30 años de edad. Sus últimas películas fueron estrenadas a título póstumo.

## Selección de su filmografía

### Actor
- 1914 : Those Love Pangs
- 1914 : Gentlemen of Nerve
- 1914 : Tillie's Punctured Romance, de Mack Sennett
- 1917 : Roping Her Romeo

### Director
- 1916 : A Movie Star
- 1916 : His Auto Ruination
- 1916 : By Stork Delivery
- 1916 : His Bitter Pill
- 1916 : Ambrose's Cup of Woe
- 1916 : Madcap Ambrose
- 1916 : Vampire Ambrose
- 1916 : Ambrose's Rapid Rise
- 1916 : Safety First Ambrose
- 1917 : His Naughty Thought
- 1917 : Cactus Nell
- 1917 : Roping Her Romeo
- 1917 : An International Sneak
- 1918 : Here Come the Girls
- 1918 : Beware of Boarders
- 1919 : Money Talks
- 1919 : A Jungle Gentleman
- 1919 : A Village Venus
- 1919 : Chasing Her Future
- 1919 : African Lions and American Beauties
- 1919 : The Good Ship Rock 'n' Rye
- 1919 : Weak Hearts and Wild Lions
- 1920 : Naughty Lions and Wild Men
- 1920 : A Baby Doll Bandit
- 1920 : Over the Transom
- 1920 : Loose Lions and Fast Lovers
- 1920 : My Dog, Pal
- 1920 : A Lion's Alliance
- 1920 : Lion Paws and Lady Fingers
- 1920 : My Salomy Lions
- 1920 : A Movie Hero
- 1920 : Profiteering Blues
- 1920 : His Master's Breath
- 1920 : A Shotgun Wedding
- 1920 : A Fishy Story
- 1920 : Hot Dog
- 1921 : Fire Bugs
- 1921 : The Dog Doctor
- 1921 : A Bunch of Kisses
- 1921 : Playmates
- 1921 : Society Dogs
- 1921 : The Whizbang
- 1921 : Alfalfa Love
- 1921 : Golfing
- 1921 : Brownie's Little Venus
- 1921 : A Week Off
- 1921 : Tin Cans
- 1921 : Around Corners
- 1921 : A Muddy Bride
- 1921 : Teddy's Goat
- 1921 : Chums
- 1922 : The Straphanger
- 1922 : Circus Clowns
- 1922 : Horse Sense
- 1922 : Table Steaks
- 1922 : Mutts
- 1922 : Cheerful Credit
- 1922 : Red Hot Rivals
- 1922 : Horse Tears
- 1922 : Ten Seconds
- 1922 : Henpecked
- 1922 : Bath Day
- 1922 : Wedding Pumps
- 1922 : Crash
- 1922 : Hello, Judge
- 1922 : Once Over
- 1922 : Hurry Up
- 1923 : Ouch!
- 1923 : Tea N. Tea
- 1923 : Bumps
- 1923 : Dog Sense
- 1923 : Broke
- 1923 : Oh, Sister!
- 1923 : Family Troubles
- 1923 : The Dude
- 1923 : Traffic
- 1923 : Exit, Stranger
- 1923 : Small Change
- 1923 : Between Showers
- 1923 : Kinky
- 1923 : Tail Light
- 1923 : Wrecks
- 1923 : West Is West
- 1923 : His New Papa
- 1923 : Moving
- 1923 : The Limit
- 1923 : Heads Up
- 1923 : Uncle Sam
- 1923 : Hang-On
- 1924 : My Friend
- 1924 : Neck and Neck
- 1924 : Wide Open
- 1924 : Killing Time
- 1924 : Going East
- 1924 : Air Pockets
- 1924 : Dizzy Daisy
- 1924 : Jonah Jones
- 1924 : Dirty Hands
- 1924 : Crushed
- 1924 : Watch Your Pep!
- 1925 : Hooked
- 1925 : Half a Hero

### Productor
- 1922 : Crash
- 1922 : Once Over
- 1922 : Hurry Up
- 1923 : Ouch!
- 1923 : Tea N. Tea
- 1923 : Bumps
- 1923 : Dog Sense
- 1923 : Broke
- 1923 : Oh, Sister!
- 1923 : Family Troubles
- 1923 : The Dude
- 1923 : Traffic
- 1923 : Exit, Stranger
- 1923 : Small Change
- 1923 : Between Showers
- 1923 : Kinky
- 1923 : Tail Light
- 1923 : Wrecks
- 1923 : West Is West
- 1924 : Oh, Captain!
- 1924 : The Cave Inn
- 1924 : Bargain Day
- 1924 : Dusty Dollars
- 1924 : The Lunch Brigade
- 1924 : Head On
- 1924 : Turn About
- 1924 : Good News
- 1924 : Drenched
- 1924 : Don't Fail
- 1924 : Cheer Up
- 1924 : Desert Blues
- 1924 : No Fooling
- 1924 : Go Easy
- 1924 : Cut Loose
- 1924 : Watch Your Pep!
- 1925 : Have Mercy
- 1925 : The Mad Rush
- 1925 : Weak Knees
- 1925 : High Hopes
- 1925 : Have a Heart
- 1925 : Welcome Danger!
- 1925 : Merrymakers
- 1925 : Inside Out
- 1925 : Ship Shape
- 1925 : Rock Bottom
- 1925 : Fun's Fun
- 1925 : Wake Up

### Guionista
- 1925 : Look Out
- 1920 : A Lion's Alliance
- 1921 : Playmates
- 1921 : Golfing
- 1921 : Brownie's Little Venus
- 1921 : A Muddy Bride
- 1921 : Teddy's Goat
- 1922 : The Straphanger